# Carne e ossa
Carne e ossa (Break No Bones) è un romanzo della scrittrice statunitense Kathy Reichs, composto nel 2006 ed avente come protagonista l'antropologa forense Temperance Brennan.

## Trama
La dottoressa Brennan si trova insieme ad un gruppo di studenti in un antico cimitero indiano del South Carolina. Mentre sono alle prese con reperti archeologici, si imbattono in uno scheletro recente, che, dopo analisi di laboratorio, risulterà riportare dei segni indefiniti e scalfitture lungo la colonna vertebrale. Successivamente viene ritrovato appeso ad un albero un corpo senza testa e bruciato dall'esposizione al sole, con segni simili ed alla stessa altezza delle vertebre della prima vittima. Contemporaneamente alle analisi scientifiche, Tempe dovrà sostituire una sua amica coroner, gravemente malata, ed affrontare l'arrivo inaspettato dell'ex marito, Pete, avvocato alla ricerca di notizie riguardo ad una ragazza scomparsa nella zona, che le insinuerà dubbi sulla loro relazione passata. Il secondo corpo ritrovato, si scopre essere quello di un detective privato che stava indagando sulla ragazza di cui si sta occupando Pete. Subentra Ryan nelle indagini, con il duplice ruolo di tenente e di fidanzato geloso, ed avviene un terzo ritrovamento: il cadavere di una donna riemerge da una palude. Dopo le analisi sull'ultimo corpo, Tempe inizia a mettere insieme i vari tasselli che ricostruiscono la verità ed a mano a mano che vi si avvicina, la sua vita viene messa in pericolo, anche se la peggio, però, l'avrà il suo ex marito che riceve un colpo di pistola indirizzato a lei. I risultati delle sue ricerche conducono ad una chiesa e ad un ospedale ad essa affiliato, dove viene gestito un traffico di organi da parte del direttore, il dottor Marshall, che viene arrestato. Quest'ultimo, dopo aver ucciso persone che vivevano ai margini della società o persone che venivano a conoscenza dei suoi traffici loschi, spediva il materiale corporeo in Messico dove un suo amico e collega li impiantava a gente malata.

## Personaggi
- Temperance Brennan: protagonista ed antropologa forense;
- Andrew Ryan: tenente della Section de Crimes contre la Personne della SUQ (Sûreté du Quebec);
- Pete Peterson: ex marito della dottoressa Brennan.

## Narrazione
Il romanzo è narrato in prima persona dalla protagonista e vi è un intreccio tra descrizioni scientifiche delle procedure utilizzate, la narrazione degli eventi, dei contesti e dei personaggi ed infine le sensazioni e le emozioni della dottoressa.